# Paraua Rapids
Die Paraua Rapids sind Stromschnellen des Hoteo River in der Region Auckland auf der Nordinsel Neuseelands. Sie liegen stromabwärts der Tarakihi Rapids im Gebiet der Ortschaft Mangakura westlich von Warkworth.